# Parallelia valga
Parallelia valga är en fjärilsart som beskrevs av Louis Beethoven Prout 1919. Parallelia valga ingår i släktet Parallelia och familjen nattflyn. Inga underarter finns listade i Catalogue of Life.